# إليزابيث أير
إليزابيث أير (بالإنجليزية: Elizabeth Ayer)‏ هي مهندسة معمارية أمريكية، ولدت في 13 أكتوبر 1897 في مقاطعة ثورستون في الولايات المتحدة، وتوفيت في 4 أغسطس 1987 في لاسي في الولايات المتحدة.